# Shuto Kojima
Shuto Kojima (født 30. juli 1992) er en japansk fodboldspiller, som spiller for den japanske fodboldklub JEF United Chiba.